# Cypripedium molle
Cypripedium molle é uma espécie de orquídea terrestre, família Orchidaceae, que habita Puebla e Oaxaca, no México.